# UEFA Euro 2000 (videoigra)
UEFA Euro 2000 je službena videoigra Europskog nogometnog prvenstva 2000. u Belgiji i Nizozemskoj. Ova igra je druga u UEFA Euro serijalu nogometnih videoigara, i prva pod vlasništvom Electronic Artsova FIFA serijala. 
Igra je doživjela mnogo kritika zbog nemogućnosti igranja samog EP-a, već se na natjecanje moglo doći samo iz kvalifikacija. Zbog toga, na Euro 2000 nisu mogle zapasti iste momčadi kao na pravom natjecanju, osaim domaćina (Belgija i Nizozemska). Utakmice na videoigri su bile gotovo iste kao na FIFA-i 2000, ali nije bilo loših kritika na račun toga, jer je grafika bila sjajna za to vrijeme.
| Prethodnik:  | Službena videoigra UEFA EP-a 2000. | Nasljednik:    |
| UEFA Euro 96 | Službena videoigra UEFA EP-a 2000. | UEFA Euro 2004 |